# Jerzy Michał Maniecki
Jerzy Michał Maniecki herbu Sokola – chorąży kijowski w latach 1681–1690, stolnik kijowski w latach 1667–1679.
Poseł sejmiku średzkiego na sejm nadzwyczajny 1668 roku. Poseł na sejm nadzwyczajny 1670 roku z województw: poznańskiego i kaliskiego. Jako poseł na sejm konwokacyjny 1674 roku z województwa kijowskiego był członkiem konfederacji generalnej zawiązanej 15 stycznia 1674 roku na tym sejmie. W 1674 roku był elektorem Jana III Sobieskiego z województwa kijowskiego i posłem na sejm elekcyjny. Poseł sejmiku kijowskiego na sejm koronacyjny 1676 roku, sejm 1677 roku, sejm 1683 roku.
Deputat na Trybunał Główny Koronny w Piotrkowie, w 1678 roku z województwa kijowskiego.